# Ujrzanów
Ujrzanów – wieś w Polsce położona w województwie mazowieckim, w powiecie siedleckim, w gminie Siedlce. Ma status sołectwa. Leży 7 km na wschód od Siedlec.
Przez Ujrzanów przebiega trasa międzynarodowa E30 Cork – Omsk i
droga powiatowa do Siedlec.
Wierni Kościoła rzymskokatolickiego należą do parafii Ducha Świętego w Siedlcach.
Wieś szlachecka położona była w drugiej połowie XVI wieku w ziemi łukowskiej województwa lubelskiego. W latach 1975–1998 miejscowość położona była w województwie siedleckim.